# János Kelemen
| 547599 Virághalmy  | 12 ottobre 2010 |
| 549185 Herczeg     | 6 marzo 2011    |
| 567010 Kanyósándor | 7 marzo 2011    |

János Kelemen (1951) è un astronomo ungherese.
Il Minor Planet Center gli accredita le scoperte di cinque asteroidi, effettuate tra il 2006 e il 2011, di cui tre in collaborazione con Krisztián Sárneczky.
Gli è stato dedicato l'asteroide 545784 Kelemenjános.